# Sarcoglottis acaulis
Sarcoglottis acaulis är en orkidéart som först beskrevs av James Edward Smith, och fick sitt nu gällande namn av Rudolf Schlechter. Sarcoglottis acaulis ingår i släktet Sarcoglottis och familjen orkidéer. Inga underarter finns listade i Catalogue of Life.